# 丁未七賊
丁未七賊，泛指1907年（歲次丁未）海牙密使事件後，與高宗退位相關，簽署第三次日韩协约（丁未七條約）的七位韓國內閣大臣。他們分別為：
- 李完用（이완용） - 内閣總理大臣。
- 宋秉畯（송병준） - 農商工部大臣。
- 李秉武（이병무） - 軍部大臣。
- 高永喜（고영희） - 度支部大臣。
- 趙重應（조중응） - 法部大臣。
- 李載崑（이재곤） - 學部大臣。
- 任善準（임선준） - 内部大臣。

韓國視此七人為親日派賣國賊，為政治上的批判對象。

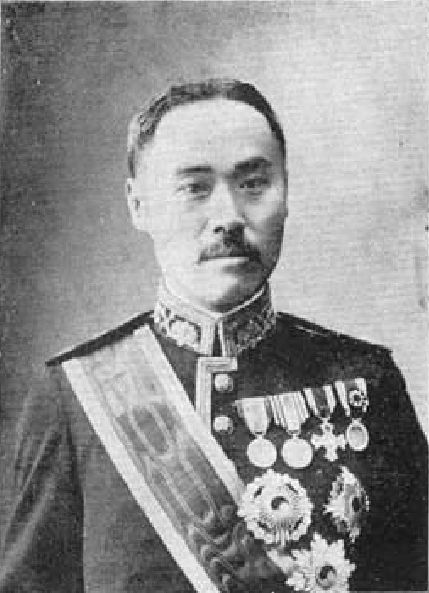
李完用
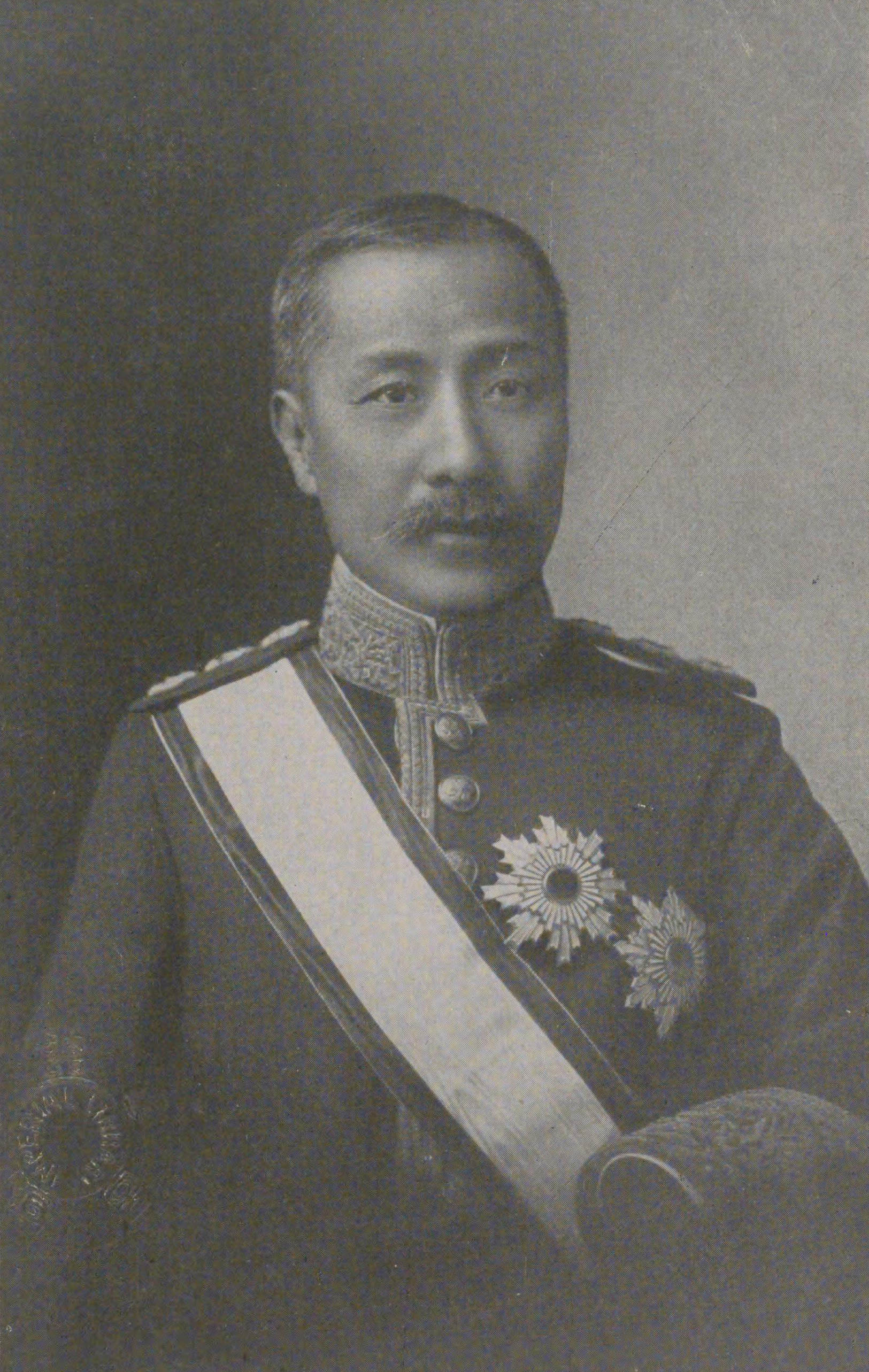
宋秉畯
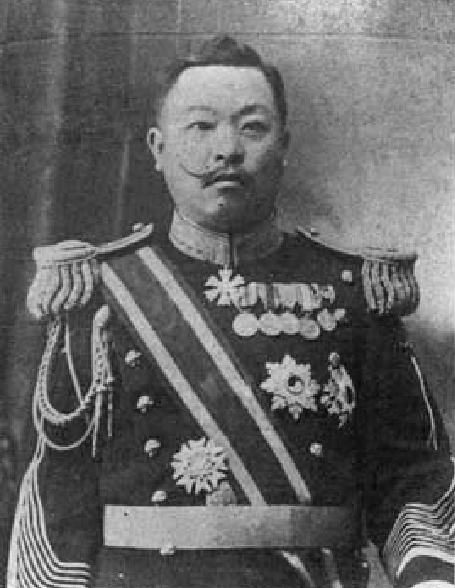
李秉武
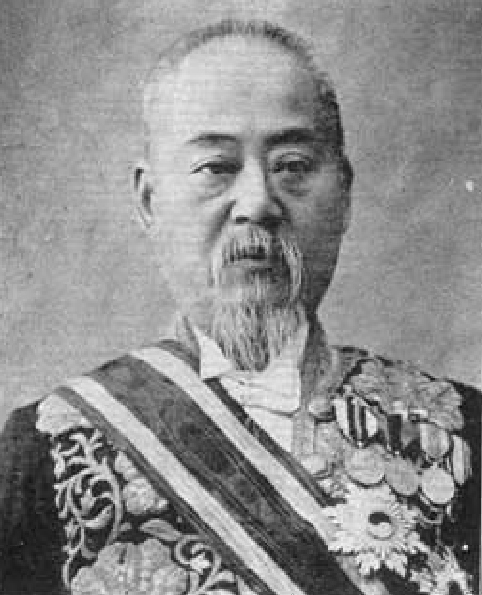
高永喜
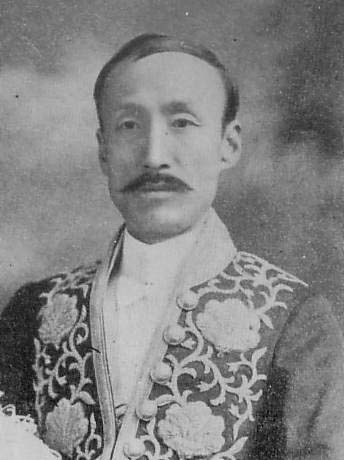
趙重應
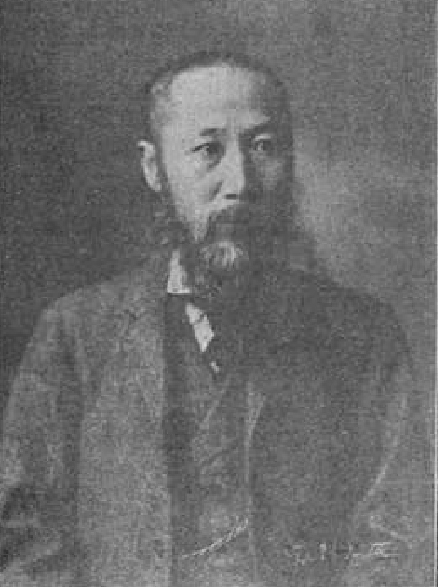
李載崑
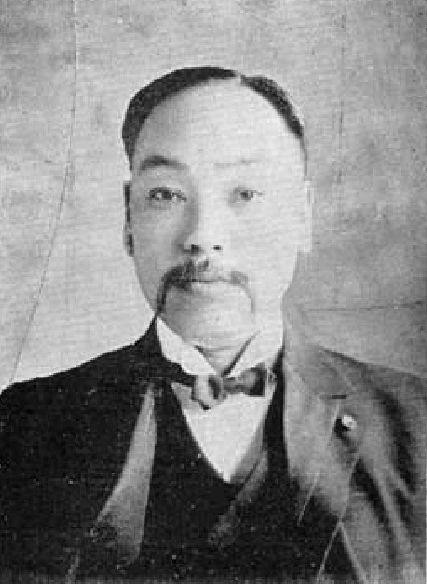
任善準